# Lago Bullaren Norte
Bullaren Norte (em sueco: Norra Bullaren) é um lago situado na comuna de Tanum, no norte da província da Bohuslän, na Suécia. Tem sete quilômetros quadrados de área e oito quilômetros de comprimento. Está ligado ao Bullaren Sul por um curso de água com dois quilômetros de extensão, e as suas águas desaguam no fiorde de Ide, na Noruega.